# Julieta Armesto
Julieta Giselle Armesto (San Vicente, 22 aprile 1994) è una cestista argentina.

## Carriera
Con l'Argentina ha disputato i Campionati americani del 2017.